# Adab (književnost)
Adab ili edeb (arap. odgoj), vrsta srednjovjekovne arapske proze poučnog enciklopedijskog tipa, koja obuhvaća povijest, filozofiju, retoriku, politiku, prirodne znanosti i sve ono što obrazovan čovjek (adip) treba znati; poslije naziv za književnost uopće.